# W imię...
W imię..., noto anche con il titolo internazionale In the Name Of, è un film drammatico del 2013 diretto da Małgorzata Szumowska.
È stato proiettato in anteprima alla 63ª edizione del Festival internazionale del cinema di Berlino, dove si è aggiudicato due Teddy Awards.

## Trama
Adam è un prete cattolico che ha scoperto la vocazione a circa 21 anni e vive in un villaggio della Polonia rurale, dove lavora con adolescenti problematici. Rifiuta le avances di una giovane di nome Ewa, tuttavia il celibato non è l'unica ragione: Adam sa che il suo abbraccio al sacerdozio è stato una fuga dalla sua omosessualità. Quando incontra Łukasz, lo strano e taciturno figlio di una umile famiglia del posto, l'astinenza autoimposta diventa per il sacerdote un pesante fardello.

## Distribuzione
Prima della distribuzione in Polonia, avvenuta il 20 settembre 2013, il film è stato proiettato in molti festival internazionali, inclusi il Festival di Berlino (8 febbraio 2013), il Frameline Film Festival (25 giugno), il Festival del Cinema di Taipei (28 giugno) e il New Horizons Film Festival (27 luglio).
Successivamente ha preso parte al Chicago International Film Festival (11 ottobre 2013), al Gay and Lesbian Film Festival di Parigi (16 ottobre 2013), al Göteborg International Film Festival (27 gennaio 2014) e al MIX Copenhagen (8 ottobre 2014).

### Date di uscita
- Polonia (W imię...) - 20 settembre 2013
- Regno Unito (In the Name of) - 27 settembre 2013
- USA (In the Name of) - 30 ottobre 2013
- Francia (Aime et fais ce que tu veux) - 1º gennaio 2014
- Belgio - 8 gennaio 2014
- Germania (Im Namen des...) - 15 maggio 2014
- Paesi Bassi - 5 giugno 2014
- Spagna (Amarás al prójimo) - 10 ottobre 2014
- Ungheria (Az Ő nevében) - 7 maggio 2015

## Critica
Il film ha ricevuto giudizi misti da parte della critica. Il sito Metacritic assegna al film un punteggio di 52 su 100 basato su 8 recensioni professionali, mentre il sito Rotten Tomatoes riporta il 75% di recensioni con un giudizio positivo, con un voto medio di 6,1 su 10.
Tra i giudizi positivi ci sono quelli di John Oursler, che su The Village Voice ha definito il film «una critica sfumata e basata sui personaggi della Chiesa Cattolica e della sua posizione regressiva sull'omosessualità», e Gary Goldstein del Los Angeles Times, secondo cui la regista «infonde in modo efficace in questa storia avvincente e profondamente riflessiva la stessa dose di tensione, terrore, desiderio e inevitabilità». Scrive ancora Goldstein: «Nonostante alcuni messaggi diffusi e uno storytelling stranamente ellittico, In the Name Of si dimostra un dramma coinvolgente, a volte ipnotico sulla religione, la repressione e la sessualità». Secondo Allan Hunter del Daily Express «una prospettiva ponderata sull'atteggiamento nei confronti dell'omosessualità nella chiesa e nella società polacca e la forte performance di Chyra rendono questo dramma commovente».
Diverso è stato il giudizio di Farran Smith Nehme del New York Post, secondo il quale «l'intero film soffre di una mancanza di slancio narrativo e di un eccesso di scene di silenzi e uomini che si scambiano sguardi profondi e significativi», mentre Bill Weber sul sito Slant Magazine lo giudica «altrettanto confuso sui dilemmi morali di quanto lo siano i suoi personaggi». Secondo Jeannette Catsoulis del New York Times, le performance recitative «mitigano il ritmo lento del film e la sua narrativa confusa».

## Riconoscimenti
2013
- Festival internazionale del cinema di Berlino
Teddy Award per il miglior lungometraggio
Teddy Award, premio dei lettori di Siegessäule
Nomination Orso d'oro
- Camerimage
Nomination Rana d'oro
- Chicago International Film Festival
Nomination Premio del pubblico
- Chéries-Chéris
Premio della giuria per il miglior lungometraggio
Nomination Grand Prize per il miglior lungometraggio
- Film Fest Gent
Nomination Grand Prix
- Festival MIX Milano
Gran premio della giuria per il miglior film
- Molodist International Film Festival
Nomination Premio Sunny Rabbit per il miglior lungometraggio

## Colonna sonora
Tra i brani presenti nel film, oltre all'inno liturgico Zblizam Sie w Pokorze interpretato da Barbara Jagodzinska, ci sono The Funeral del gruppo indie rock Band of Horses, Radio Hello dei polacchi Enej e Some Broken Hearts Never Mend di Wayland Holyfield, nell'interpretazione dell'attore Telly Savalas del 1981.